# Klinker
Klinker (česky zvonivka) je německý výraz pro cihlu, která je vypalována při tak vysokých teplotách, že póry vypalovaného materiálu jsou uzavřeny počínajícím slinovacím procesem. Klinkery (slínky) minimálně absorbují vodu a jsou velmi odolné. Pojmenování vychází z německého slova klinger tj. zvonit, dříve se také označovala jako ostře pálená cihla.
Z tohoto slova vychází pojmenování stavebního stylu klinkerový expresionismus, jehož představitelem byl například německý architekt Fritz Höger.

## Druhy

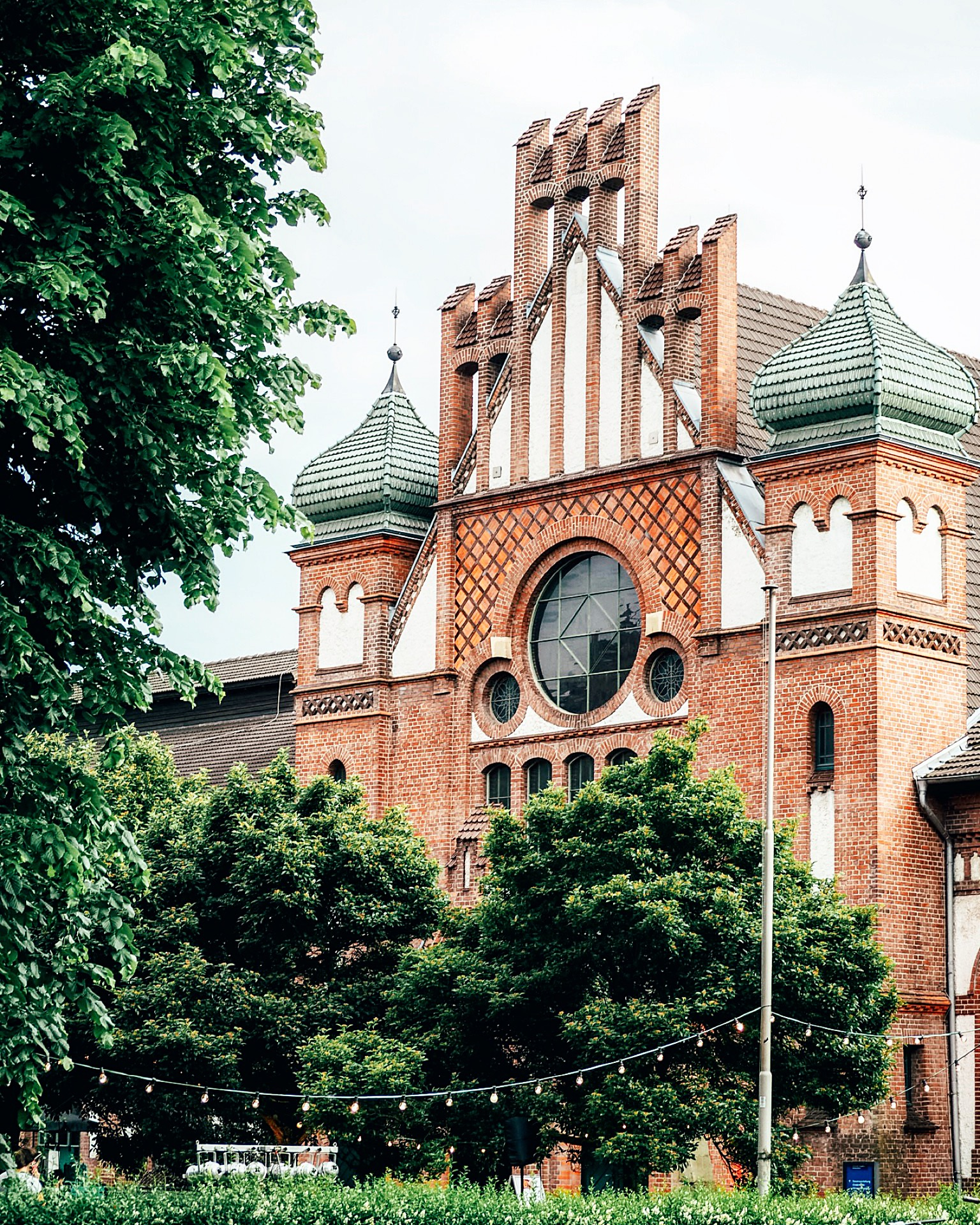
Průčelí Zollern II/IV

- Torfbrandklinker – tento druh má zvláštní nalezelenalé tóny, které získává při vypalování rašelinou. Z tohoto druhu klinkeru je postaven například Chilehaus v Hamburku.
- Greppiner Klinker – tvrdá nažloutlá pálená cihla, která získává díky vypalování při výrazně vyšších teplotách zcela neprostupný povrch. Takové cihly se v 19. století používaly především na železniční budovy (např. hlavní nádraží v Hannoveru).
- Münsterländer Kohlebrand – je charakteristický cihlovými tóny se zřetelnými stopami po vypalování. Pro výrobu se používá regionálně těžená hlína z okolí Münsteru v Porýní-Vestfálsku (tzv. Münsterland) a pravé ruhrské uhlí. Tento druh klinkeru je typický pro průmyslové budovy z přelomu 19. a 20. století (např. budova důlního závodu Zollern v Dortmundu).